# Olpium microstethum
Espèce
Olpium microstethum est une espèce de pseudoscorpions de la famille des Olpiidae.

## Distribution
Cette espèce se rencontre en Tunisie et en Libye.

## Description
La femelle holotype mesure 5,5 mm

## Publication originale
- (it) Pietro Pavesi, « Aracnidi di Tunisia », Annali del Museo civico di storia naturale di Genova, vol. 15,‎ 1880, p. 310-388 (lire en ligne, consulté le 25 janvier 2020).